# Distrito de Redon
El distrito de Redon es un distrito (en francés arrondissement) de Francia, que se localiza en el departamento de Ille y Vilaine (en francés Ille-et-Vilaine), de la región de Bretaña. Cuenta con 7 cantones y 53 comunas.

## División territorial

### Cantones
Los cantones del distrito de Redon son:
1. Cantón de Bain-de-Bretagne
2. Cantón de Grand-Fougeray
3. Cantón de Guichen
4. Cantón de Maure-de-Bretagne
5. Cantón de Pipriac
6. Cantón de Redon
7. Cantón de Le Sel-de-Bretagne

### Comunas
| 1. Bain-de-Bretagne (35012)          | 2. Bains-sur-Oust (35013)      | 3. Baulon (35016)                   | 4. La Bosse-de-Bretagne (35030)  |
| 5. Bourg-des-Comptes (35033)         | 6. Bovel (35035)               | 7. Bruc-sur-Aff (35045)             | 8. Les Brulais (35046)           |
| 9. Campel (35048)                    | 10. Chanteloup (35054)         | 11. La Chapelle-Bouëxic (35057)     | 12. La Chapelle-de-Brain (35064) |
| 13. Comblessac (35084)               | 14. La Couyère (35089)         | 15. Crevin (35090)                  | 16. La Dominelais (35098)        |
| 17. Ercé-en-Lamée (35106)            | 18. Goven (35123)              | 19. Grand-Fougeray (35124)          | 20. Guichen (35126)              |
| 21. Guignen (35127)                  | 22. Guipry (35129)             | 23. Laillé (35139)                  | 24. Lalleu (35140)               |
| 25. Langon (35145)                   | 26. Lassy (35149)              | 27. Lieuron (35151)                 | 28. Lohéac (35155)               |
| 29. Loutehel (35160)                 | 30. Maure-de-Bretagne (35168)  | 31. Mernel (35175)                  | 32. Messac (35176)               |
| 33. La Noë-Blanche (35202)           | 34. Pancé (35212)              | 35. Le Petit-Fougeray (35218)       | 36. Pipriac (35219)              |
| 37. Pléchâtel (35221)                | 38. Poligné (35231)            | 39. Redon (35236)                   | 40. Renac (35237)                |
| 41. Saint-Ganton (35268)             | 42. Saint-Just (35285)         | 43. Saint-Malo-de-Phily (35289)     | 44. Saint-Senoux (35312)         |
| 45. Saint-Sulpice-des-Landes (35316) | 46. Saint-Séglin (35311)       | 47. Sainte-Anne-sur-Vilaine (35249) | 48. Sainte-Marie (35294)         |
| 49. Saulnières (35321)               | 50. Le Sel-de-Bretagne (35322) | 51. Sixt-sur-Aff (35328)            | 52. Teillay (35332)              |
| 53. Tresboeuf (35343)                |                                |                                     |                                  |